# Sophronica ventralis
Sophronica ventralis är en skalbaggsart som beskrevs av Aurivillius 1925. Sophronica ventralis ingår i släktet Sophronica och familjen långhorningar. Inga underarter finns listade i Catalogue of Life.